# Tominosuke Asayama
Pour les articles homonymes, voir Asayama.
Tominosuke Asayama (浅山 富之助, Asayama Tominosuke), né vers 1864 et mort le 11 avril 1937 à Kyoto, est un commerçant de bois et homme politique japonais, maire de Kyoto de 1935 à 1936, et président de son conseil municipal (ja) de 1925 à 1929 et de 1932 à 1933.

## Biographie
Tominosuke Asayama naît vers 1864 et est originaire de l'arrondissement de Nakagyō. Il devient président de l'association des marchands de Nakagyō. En 1908, il est président de l'association des marchands de bois du district de Kadono (ja). En 1922, alors qu'il est toujours marchand, il est élu à la Chambre d'assemblée de la préfecture de Kyoto (ja) en tant que membre de la ville de Kyoto.
Tominosuke Asayama, alors déjà membre du conseil municipal (ja),, en est élu président le 6 juin 1925. Il reste en poste jusqu'au 20 mai 1929, date à laquelle il est remplacé par Shigeru Morita. Aux élections du conseil municipal de 1929, il avait récolté 24 voix contre 27 pour Morita au premier tour, et Morita remporte le second tour après le retrait d'Arizen Ueda. Il reste tout de même membre du conseil. Il est réélu président du conseil le 1er août 1932, après la nomination de Morita au poste de maire. Il termine son mandat le 21 mai 1933
Il est par la suite nommé maire de Kyoto par le conseil municipal le 19 février 1935 pour terminer le mandat de Kichigorō Ōmori, expulsé par une motion de censure,. Il est maire durant la grande inondation de Kyoto (ja) du 28 juin 1935 dû aux débordements des fleuves Kamo et Takano (en). Le 2 juillet, il organise une réunion d'urgence du conseil municipal pour discute des mesures d'urgence à entreprendre et de la situation en cours. Un comité responsable du contrôle des inondations est créé le même jour, dont Asayama fait partie,. Après s'être rendu sur place pour constater les dégâts, le groupe s'est rendu auprès du gouvernement métropolitain à Tokyo pour qu'il subventionne des travaux de contrôle des inondations et le rétablissement de la ville après-sinistre. Après une analyse du comité, incluant Asayama et le gouverneur Shintarō Suzuki (en), le plan d'amélioration des fleuves Kamo et Takano est adopté, se concentrant sur l'augmentation du débit des fleuves, le renforcement des digues, des travaux de terrassement et paysagement le long des fleuves, le contrôle de la taille et la profondeur des poutres des ponts et l'intégration du paysage riverain dans l'environnement de Kyoto,. En octobre, de la même année, alors que les travaux de réaménagement sont en cours, Asayama s'était peu à peu retiré dû à son âge et était relayé par son adjoint principal Keizō Ichimura. Il termine son mandat le 4 juin 1936. Il meurt le 11 avril 1937 à l'âge de 73 ans à Kyoto.

## Publications
- (ja) Tominosuke Asayama, 京都市政の片影, 夏秋義太郎,‎ 1937, 647 p.